# Regressief links

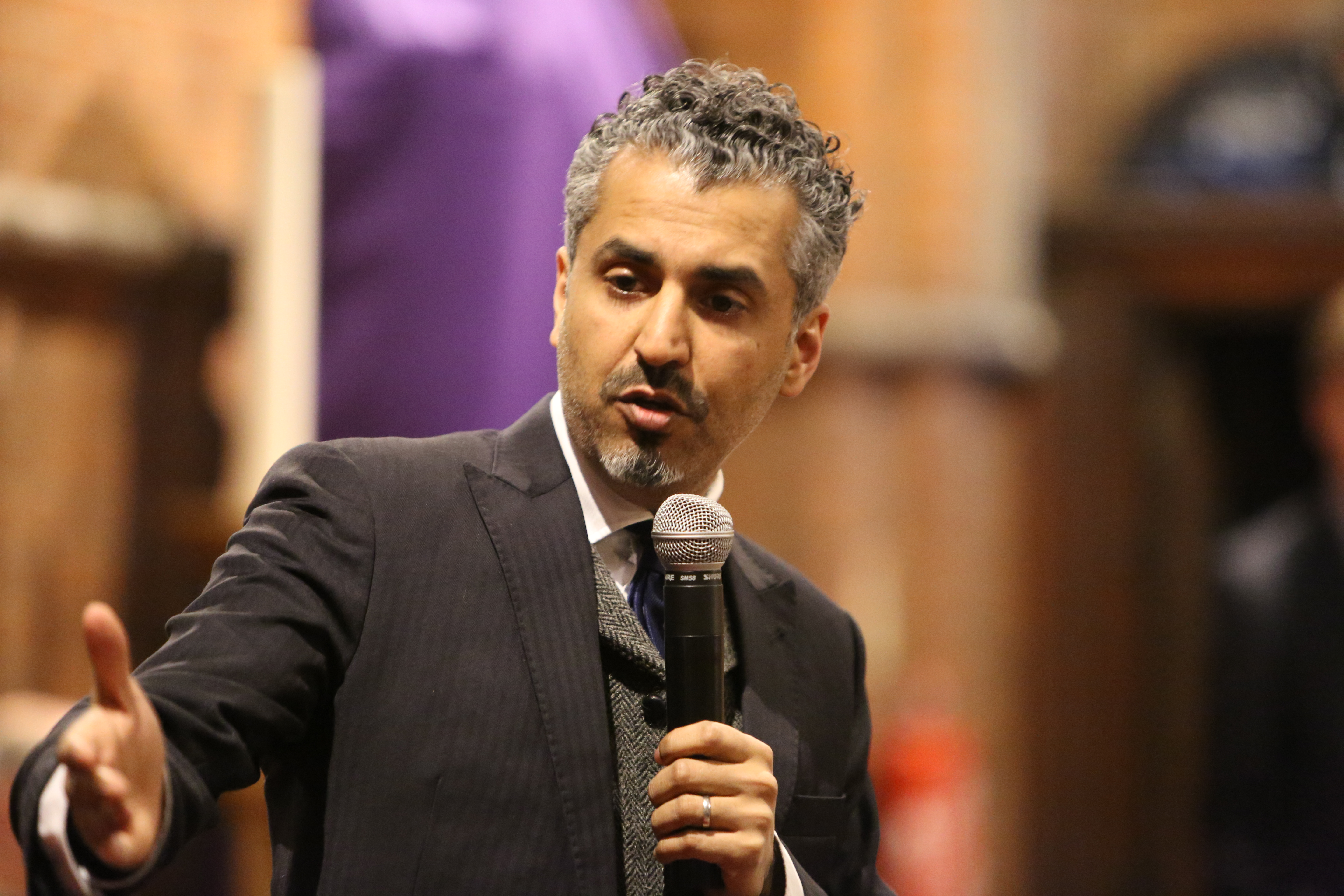
Maajid Nawaz populariseerde de term regressief links

Regressief links (Engels: (the) regressive left, ook wel regressive liberalism) is een benaming voor het deel van de linkse politiek dat zich niet uitspreekt tegen intolerantie vanuit groepen die het normaliter steunt.
De politieke term werd gepopulariseerd door de Britse contra-extremisme-activist en Quilliam-voorzitter Maajid Nawaz, voor het beschrijven van:
een gedeelte [van links dat] een inherente aarzeling heeft om vormen van onverdraagzaamheid die kunnen voorkomen in minderheidsgroepen te bestrijden (...) ter wille van politieke correctheid, ter wille van het tolereren van wat zij geloven dat 'andere culturen' zijn en het respecteren van verschillende leefwijzen.
De term regressief links werd eerder gebruikt in een wat andere context door andere de Amerikaanse conservatieve journalist Chuck Morse.

## Inhoud
Nawaz, een ex-islamist die tegenwoordig als vrijzinnig moslim de islam probeert te hervormen, past de term vooral toe op overwegend linkse personen die het islamisme verdedigen. Hieronder vallen atheïsten die aan de kant van de islamisten, die islamisme verdedigen in naam van culturele tolerantie. De nieuw-atheïstische activist, auteur en neurowetenschapper Sam Harris, die samen met Nawaz het boek Islam and the Future of Tolerance (2015) schreef, heeft de term overgenomen. Hij beweerde dat het grootste gevaar dat uitgaat van regressieve linksen is, dat zij bereid zijn de vrijheid van meningsuiting op te offeren uit angst minderheden te kwetsen. Dit zal leiden tot censuur opgelegd door die minderheden, waarbij hij het voorbeeld noemde van de Amerikaanse journalist Glenn Greenwald, die volgens Harris de aanslag op Charlie Hebdo trachtte goed te praten.
Volgens Nawaz is de stelling dat moslims geen kritiek op de islam kunnen verdragen en vaak gewelddadig reageren te beschrijven als bevoogdende, zelfmedelijden opwekkende vertroeteling. De vertroeteling van precies de moslims die men beweert te dienen en emanciperen, vanuit de gedachte dat zij niet beschaafd zijn en hun woede niet kunnen beheersen. Dit racisme van lage verwachtingen zou de morele normen verlagen van mensen in minderheden en zou naar excuses zoeken als zij bijvoorbeeld blijk geven van misogynie, chauvinisme, onverdraagzaamheid of antisemitisme. De leden van de meerderheid van de samenleving worden echter wel aan universele liberale normen gehouden. Eerdere vergelijkbare omschrijvingen van een politiek linkse voorkeur voor de islam zijn islamo-gauchisme (Frans) of Islamo-Leftism (Engels) door de Franse filosoof Pascal Bruckner en pro-islamistisch links (Engels: (the) pro-Islamist left) door voorzitter Maryam Namazie van de Council of Ex-Muslims of Britain.

## Gebruik in populaire media
De Amerikaanse komiek en presentator Bill Maher en de Britse bioloog en nieuw-atheïstische auteur Richard Dawkins namen de begrippen regressieve linksen en regressieve liberalen ook over, waarbij Maher opmerkte dat deze mensen bereid zijn alles te bekritiseren behalve de islam met het excuus dat het hun cultuur is, waarop Dawkins antwoordde: Nou, hun cultuur kan ophoepelen.
De conservatieve presentator Dave Rubin heeft bijgedragen aan het populariseren van de term regressief links door het regelmatig te gebruiken in afleveringen van zijn show The Rubin Report, waarbij hij eens opmerkte:
De reden waarom ik vind dat we ze moeten benoemen is dat ik deze regressieven zie als de linkse versie van de Tea Party. De Tea Party kon ongehinderd door rechts bestaan tot het te laat was en nu is de Republikeinse Partij een versplinterde bende die vaak bijeengehouden wordt door haar slechtste opvattingen. Maar volgens mij richten deze regressieven hetzelfde aan bij links, en als we niet moedig genoeg zijn om ze tegen te houden, dan vragen we ons over een jaar of twee af waarom ons systeem een nog grotere rotzooi is dan het nu al is.